# Michał Feldblum
Michał Feldblum (ur. 1 września 1875 w Warszawie - zm. 27 marca 1926 w Kobierzynie) – polski matematyk, wykładowca Towarzystwa Kursów Naukowych i Wolnej Wszechnicy Polskiej.

## Życie
Był wyznania mojżeszowego, sam przyznawał się do polskiej narodowości. Jego ojcem był Hermann Feldblum, a matką Paulina z domu Dickstein.
Naukę pobierał w Warszawie, gdzie po ukończeniu szkoły powszechnej uczęszczał do II Gimnazjum Męskiego w Warszawie które ukończył w 1884 r.. Studiował matematykę na Uniwersytecie Warszawskim, gdzie uczestniczył w wykładach i seminariach prowadzonych m.in. przez Wasilija Anisimowa, którego uważał za swego mistrza. W 1897 r. złożył i obronił rozprawę kandydacką z zakresu równań różniczkowych. W październiku 1898 rozpoczął studia na uniwersytecie w Getyndze, gdzie uczęszczał na zajęcia prowadzone przez Baumanna, Hilberta, Kleina, Meyera, Schura i Voigta. W 1899 uzyskał doktorat za rozprawę Über elementar-geometrische Konstruktionen której promotorem był David Hilbert.
Po powrocie do kraju w latach 1901-1910 pracował w filii Banku Handlowego w Łodzi. Próbował także sił jako wykładowca matematyki początkowo na Prywatnych Kursach Handlowych Męskich Augusta Zielińskiego, potem w latach 1909-1910 był wykładowcą na Wydziale Technicznym Towarzystwa Kursów Naukowych w Warszawie. Po powstaniu Wolnej Wszechnicy Polskiej wykładał w niej matematykę w latach 1916-1919, a następnie w Szkole Głównej Handlowej w Warszawie (1922-1923). Działał także w ruchu spółdzielczym, członek pierwszego zarządu Warszawskiej Spółdzielni Mieszkaniowej (1921). Pisał także artykuły do „Wiadomości Matematycznych”. Niedoceniany przez współczesnych nie mogąc uzyskać stałej posady w żadnej z wyższych uczelni załamał się nerwowo. Ostatecznie popełnił wraz z żoną samobójstwo przez otrucie w podkrakowskim szpitalu dla psychicznie chorych w Kobierzynie.

### Publikacje Michała Feldbluma
- Geometria wykreślna, Warszawa 1902
- Algebra elementarna, Warszawa 1906 (wyd. 1), 1916 (wyd. 3)
- Rozwój arytmetyki i algebry do końca XVI w. w: Zarys rozwoju matematyki w tomie: Poradnik dla samouków, Część VI. Dzieje myśli (1911) t.1 z.2 s.127-179
- Arytmetyka handlowa, Warszawa 1913 (wyd, 1) 1923 (wyd. 2)